# Streitgarn
Streitgarn ist eine Streusiedlung und eine Katastralgemeinde der Stadtgemeinde Bruck an der Mur im Bezirk Bruck-Mürzzuschlag in Steiermark.
Die Katastralgemeinde befindet sich südlich der Mur und die Streusiedlung Streitgarn ist ein Ortschaftsbestandteil von Utschtal.

## Siedlungsentwicklung
Zum Jahreswechsel 1979/1980 befanden sich in der Katastralgemeinde Streitgarn insgesamt 77 Bauflächen mit 32.031 m² und 71 Gärten auf 131.386 m², 1989/1990 gab es 143 Bauflächen. 1999/2000 war die Zahl der Bauflächen auf 431 angewachsen und 2009/2010 bestanden 196 Gebäude auf 477 Bauflächen.

## Bodennutzung
Die Katastralgemeinde ist landwirtschaftlich geprägt. 206 Hektar wurden zum Jahreswechsel 1979/1980 landwirtschaftlich genutzt und 84 Hektar waren forstwirtschaftlich geführte Waldflächen. 1999/2000 wurde auf 175 Hektar Landwirtschaft betrieben und 107 Hektar waren als forstwirtschaftlich genutzte Flächen ausgewiesen. Ende 2018 waren 157 Hektar als landwirtschaftliche Flächen genutzt und Forstwirtschaft wurde auf 103 Hektar betrieben. Die durchschnittliche Bodenklimazahl von Streitgarn beträgt 31,4 (Stand 2010).